# Іловля (Волгоградська область)
Іловля (рос. Иловля) — робітниче селище в Іловлінському районі Волгоградської області Російської Федерації. Адміністративний центр району.
Населення становить 11 502  осіб. Входить до складу муніципального утворення Іловлинське міське поселення.

## Історія
Населений пункт розташований у межах українського історичного та культурного регіону Жовтий Клин.
Від 1965 року належить до Іловлінського району.

## Населення
| 1959    | 1970    | 1979    | 1989    | 2002    | 2009    | 2010    |
| ------- | ------- | ------- | ------- | ------- | ------- | ------- |
| 2435    | ↗5278   | ↗6116   | ↗10 295 | ↗11 904 | ↗12 069 | ↘11 255 |
| 2012    | 2013    | 2014    | 2015    | 2016    | 2017    | 2018    |
| ↘11 184 | ↘11 172 | ↗11 275 | ↗11 278 | ↗11 418 | →11 418 | ↗11 564 |
| 2019    |         |         |         |         |         |         |
| ↘11 502 |         |         |         |         |         |         |